# Terremoto del Sannio del 1293
Il terremoto del Sannio del 1293 fu un forte evento sismico di magnitudo 5.8 verificatosi nel distretto sismico del Sannio nel 1293, con probabile epicentro nella vallata di Cusano Mutri. Le città più danneggiate furono Isernia e Bojano; la scossa fu avvertita dall'Abruzzo alla Calabria e causò gravi danni e vittime soprattutto nei territori delle attuali province di Campobasso, Isernia, Benevento e Caserta. Nella città di Napoli il terremoto provocò gravi danni alla chiesa di Santa Maria Donnaregina Vecchia.